# Валіон
Ва́ліон (рос. Валион, удм. Валион) — присілок в Малопургинському районі Удмуртії, Росія.
Урбаноніми:
- вулиці — Гагаріна, Леніна, Шкільна

## Населення
Населення — 208 осіб (2010; 210 в 2002).
Національний склад станом на 2002 рік:
- удмурти — 96 %